# Carles August de Saxònia-Weimar-Eisenach
Carles August de Saxònia-Weimar-Eisenach (en alemany Karl August von Sachsen-Weimar-Eisenach) va néixer a Weimar el 3 de setembre de 1757 i va morir a Graditz el 14 de juny de 1828. Era fill del duc Ernest August II (1737-1758) i d'Anna Amàlia de Brunswick-Wolfenbüttel (1739-1807).

En morir el seu pare a l'edat de 21 anys, la seva mare assumí la regència amb només 19 anys, i va ajudar eficaçment el seu fill en una situació compromesa amb motiu de la Revolució Francesa i de l'ocupació de les tropes de Napoleó. Durant aquest període aconseguí incrementar el seu prestigi fins a aconseguir el 1815 el rang de gran ducat. Així, Carles August ostentà el títol de duc de Saxònia-Weimar-Eisenach de 1758 a 1815, i després el de Gran Duc de 1815 a 1828.
El jove sobirà va rebre una formació de caràcter liberal i humanista amb preceptors com ara Wieland, Johann Gottfried Herder i sobretot Goethe. A conseqüència d'això, ell mateix va limitar les seves prerrogatives el 1816.

## Matrimoni i fills
El 1775 es va casar amb Lluïsa de Hessen-Darmstadt (1757-1830), filla del landgravi Lluís IX de Hessen-Darmstadt (1719-1790) i de Carolina de Zweibrucken-Birkenfeld
(1721-1774). El matrimoni va tenir set fills, quatre dels quals van sobreviure al naixement:
- Carles Frederic (1783-1853) que el 1804 es casà amb Maria de Rússia (1786-1859), germana del tsar Alexandre I.
- Lluïsa (1779-1784).
- Carolina (1786-1816), que el 1810 es casà amb Frederic Lluís, Gran Duc de Mecklenburg-Schwerin (1778-1819).
- Bernat (1792-1862), que el 1816 es casà amb Ida de Saxònia-Meiningen (morta el 1852), filla del duc Jordi I de Saxònia-Meiningen.